# Ömnögovi (tỉnh)

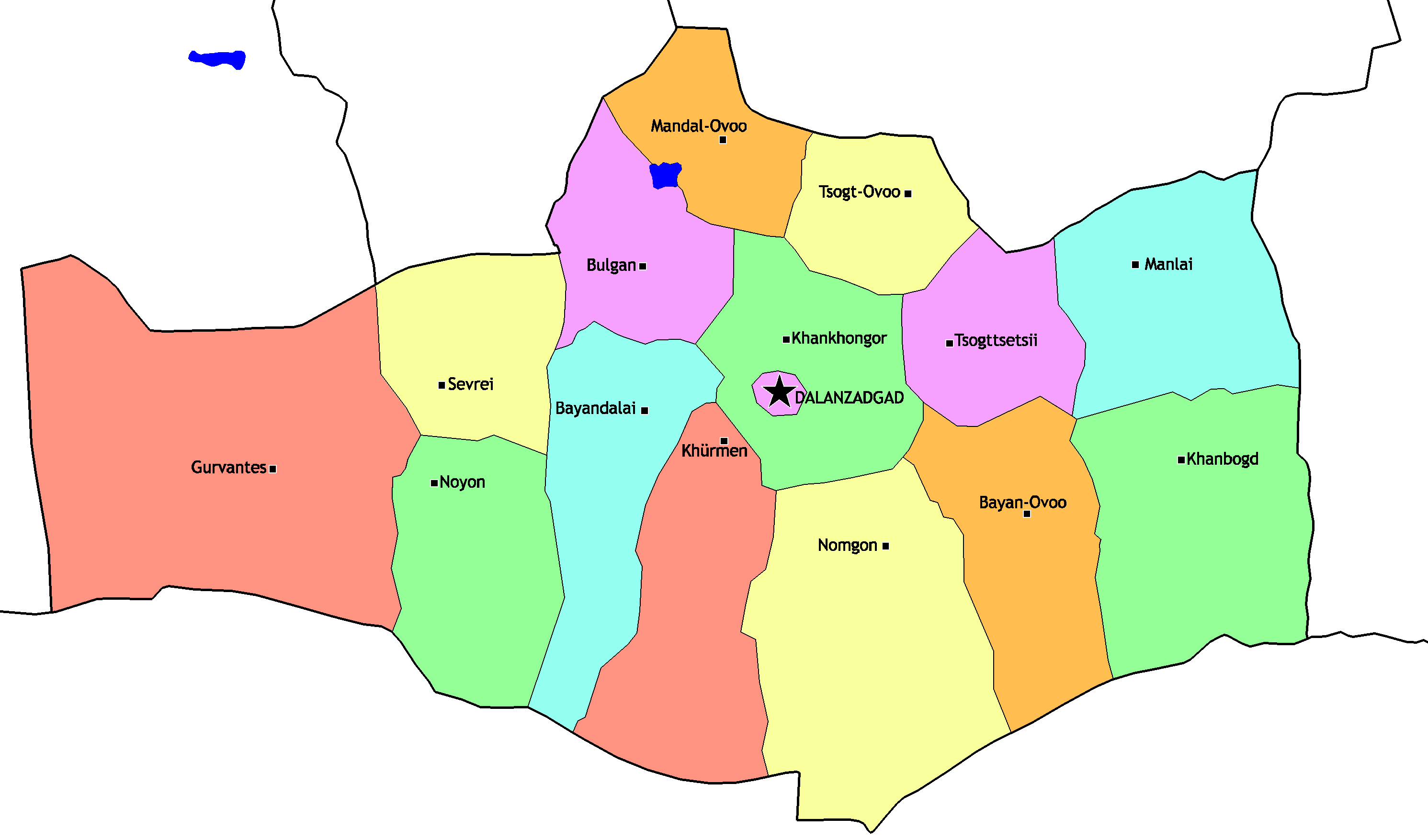
Các Sum của Ömnögovi

Ömnögovi (tiếng Mông Cổ: Өмнөговь Ömnögovǐ, Nam Gobi) là một aimag (tỉnh) của Mông Cổ, nằm tại phía nam của đất nước, thuộc sa mạc Gobi. Phía bắc giáp các tỉnh Övörkhangai và Dundgovi, phía nam giáp khu tự trị Nội Mông của Trung Quốc, phía đông giáp tỉnh Dornogovi và phía tây giáp tỉnh Bayankhongor. Ömnögovi là tỉnh có diện tích lớn nhất tại Mông Cổ. Tỉnh lị là Dalanzadgad.
Ömnögovi là một tỉnh giàu tài nguyên khoáng sản, bao gồm vàng và đồng. Nông nghiệp có tầm quan trọng nhỏ trong nền kinh tế. Rau quả được trồng trên một số ốc đảo, ví dụ như tại Dal gần tỉnh lị Dalanzadgad. Là một tỉnh có nhiều địa điểm tham quan nên du lịch đã trở thành một ngành kinh tế mang lại nhiều lợi nhuận cho tỉnh. Ömnögovi có một số khu du lịch nổi tiếng, bao gồm Bayanzag (Vách đá Cháy), Công viên quốc gia Gobi Gurvansaikhan và Khongoryn Els - Đụn cát phát ra âm thanh.

## Giao thông
Sân bay Dalanzadgad (ZMDZ/DLZ) có một đường băng trải bê tông. Sân bay có các chuyến bay định kỳ đi và đến thủ đô Ulan Bator.

## Hành chính
| Sum          | Tiếng Mông Cổ | Dân số (1994) | Dân số (2003) | Dân số (2005) | Dân số (2009) | Dân số trung tâm sum | Diện tích (km²) | Mật độ (/km²) |
| ------------ | ------------- | ------------- | ------------- | ------------- | ------------- | -------------------- | --------------- | ------------- |
| Bayan-Ovoo   | Баян-Овоо     | 1.577         | 1.569         | 1.539         | 1.574         | 544                  | 10.474          | 0,15          |
| Bayandalai   | Баяндалай     | 2.125         | 2.360         | 2.338         | 2.316         | 651                  | 10.751          | 0,22          |
| Bulgan       | Булган        | 2.421         | 2.433         | 2.430         | 2.395         | 929                  | 7.498           | 0,32          |
| Dalanzadgad  | Даланзадгад   | 12.391        | 15.308        | 15.954        | 17.946        | 16.856               | 476             | 37,70         |
| Gurvan tes   | Гурван тэс    | 2.983         | 3.376         | 3.524         | 4.034         | 1.842                | 27.967          | 0,14          |
| Khanbogd     | Ханбогд       | 2.161         | 2.451         | 2.659         | 3.154         | 1.361                | 15.151          | 0,21          |
| Khan khongor | Хан хонгор    | 2.559         | 2.931         | 2.542         | 2.376         | 616                  | 9.931           | 0,24          |
| Khürmen      | Хүрмэн        | 1.968         | 1.951         | 1.910         | 1.796         | 495                  | 12.393          | 0,14          |
| Mandal-Ovoo  | Мандал-Овоо   | 2.345         | 2.166         | 2.004         | 1.954         | 603                  | 6.433           | 0,30          |
| Manlai       | Манлай        | 2.215         | 2.422         | 2.431         | 2.450         | 608                  | 12.418          | 0,20          |
| Nomgon       | Номгон        | 2.608         | 3.045         | 3.009         | 2.869         | 787                  | 19.468          | 0,15          |
| Noyon        | Ноён          | 1.417         | 1.468         | 1.390         | 1.318         | 401                  | 10.550          | 0,12          |
| Sevrei       | Сэврэй        | 2.216         | 2.423         | 2.309         | 2.191         | 709                  | 8.095           | 0,27          |
| Tsogt-Ovoo   | Цогт-Овоо     | 1.863         | 1.761         | 1.672         | 1.666         | 619                  | 6.526           | 0,26          |
| Tsogttsetsii | Цогтцэций     | 1.990         | 2.130         | 2.155         | 2.642         | 1.043                | 7.246           | 0,36          |

## Hình ảnh

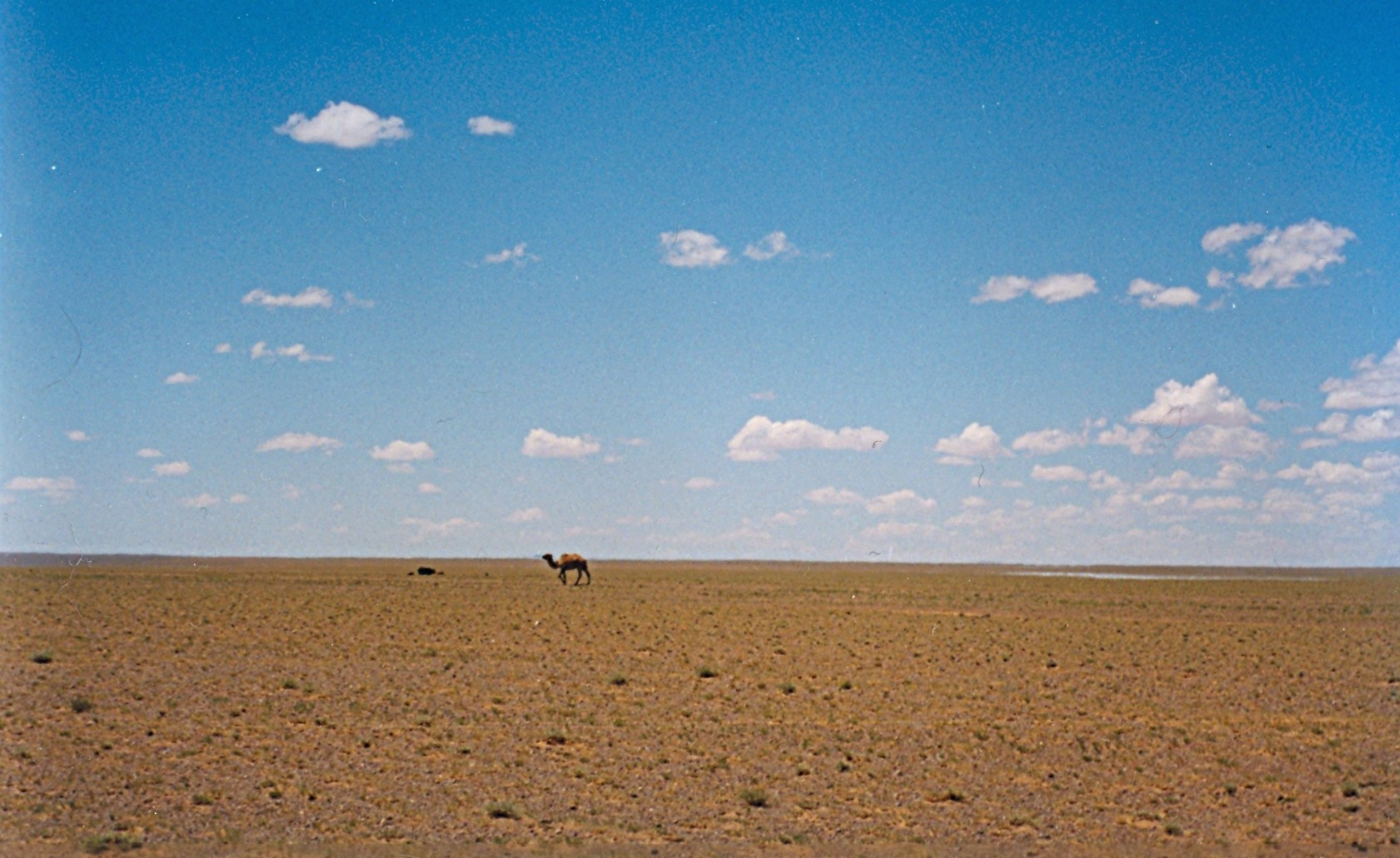
Phong cảnh Ömnögovi
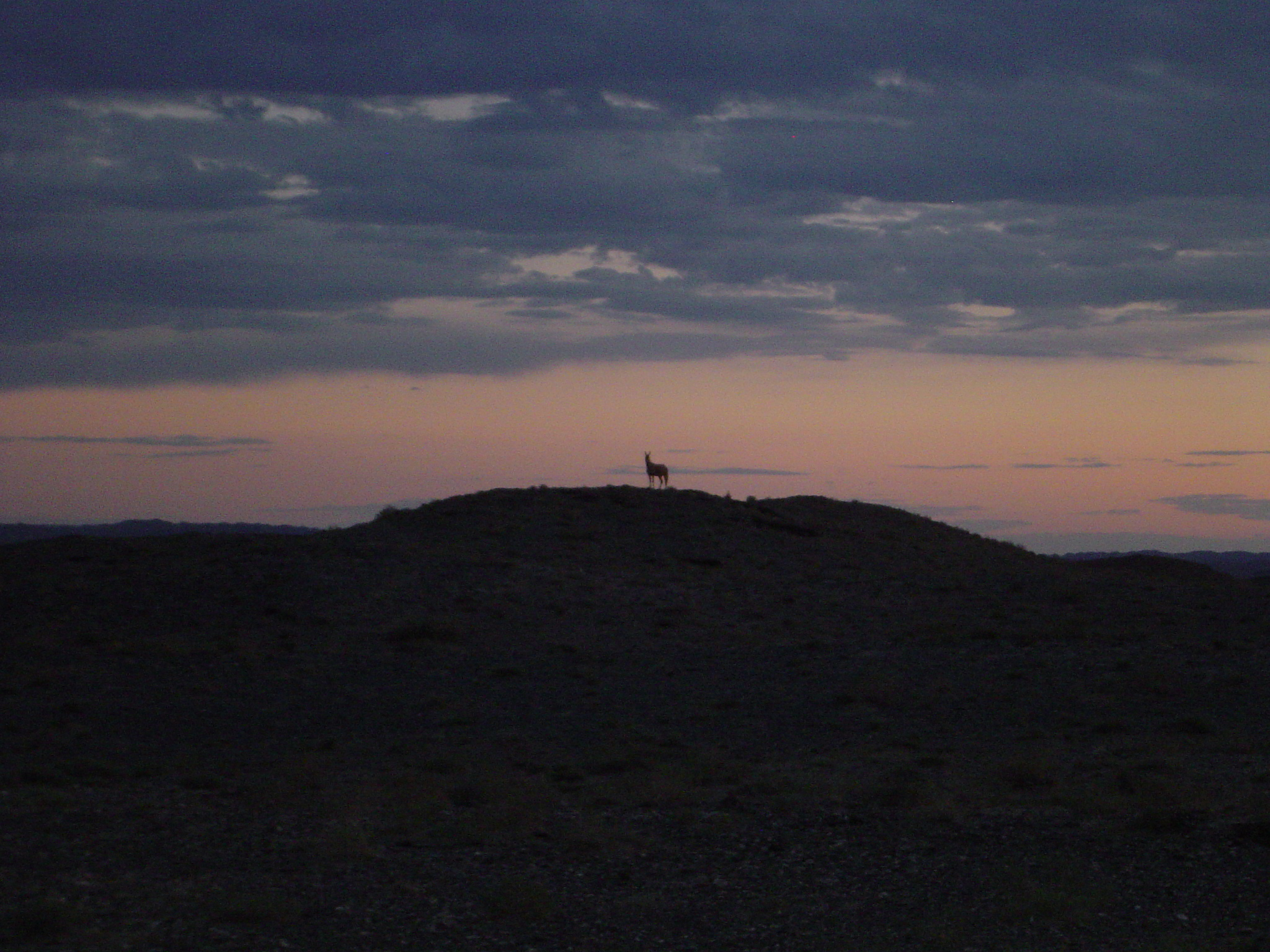
Lừa hoang Mông Cổ trên một ngọn đồi tại Gobi thuộc Ömnögovi, lúc hoàng hôn.
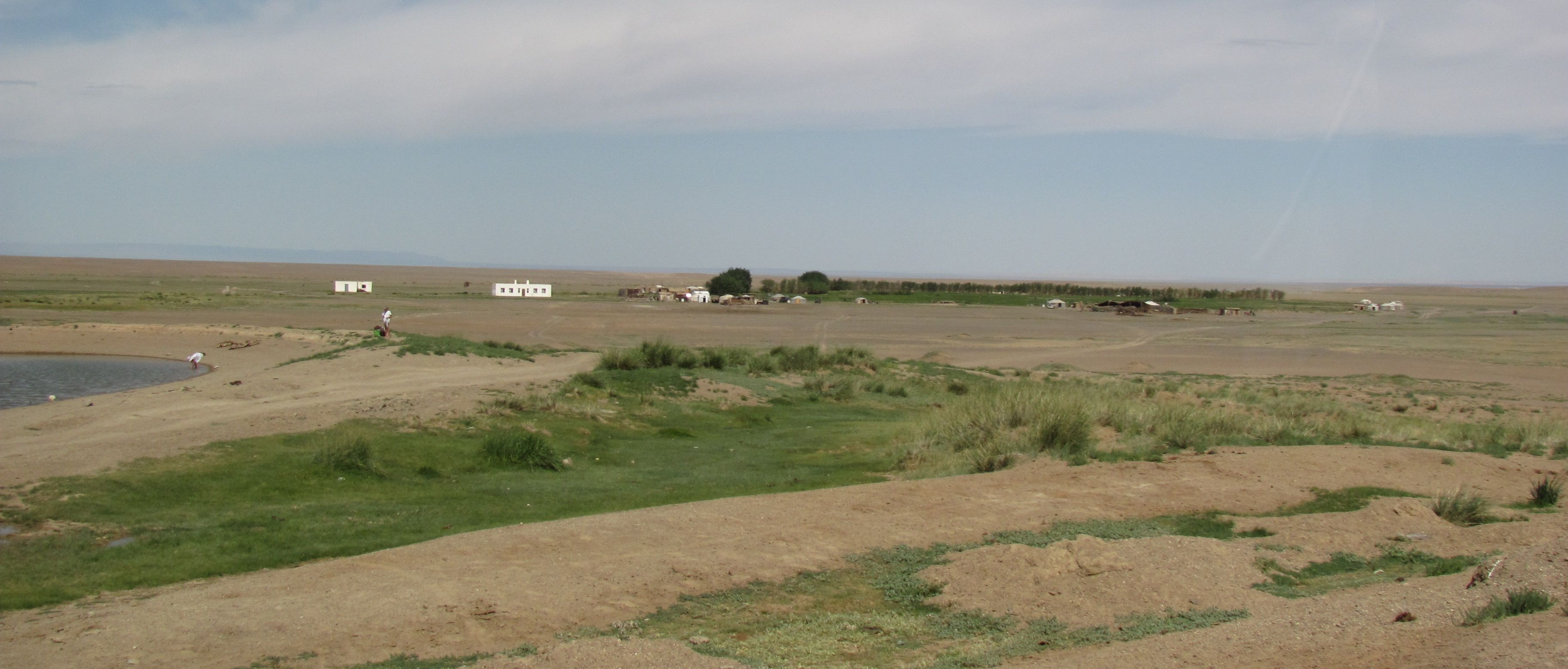
Ốc đảo Dal.
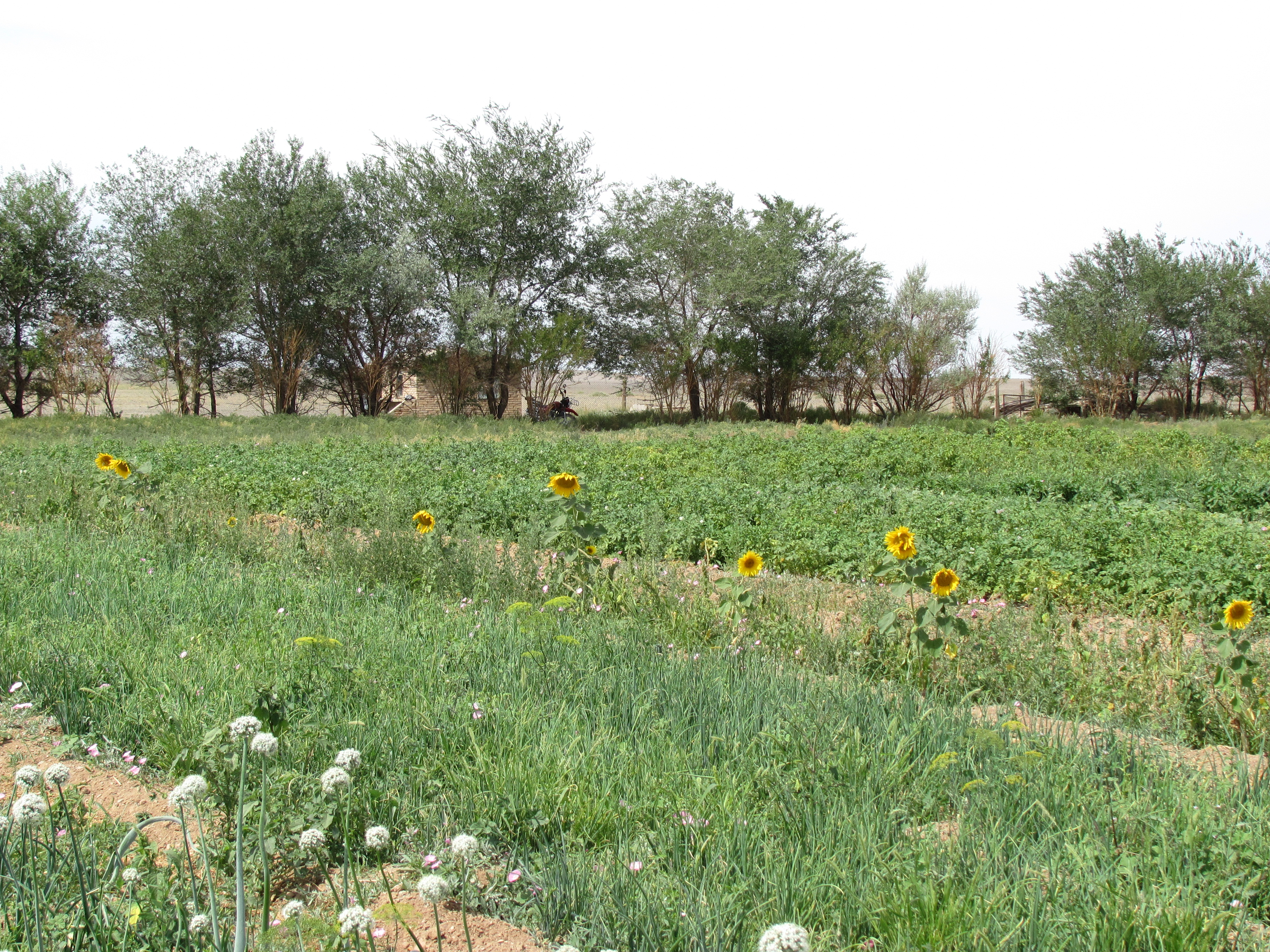
Trồng rau trên ốc đảo Dal.